# Tadeusz Cegielski (dziennikarz)
Tadeusz Cegielski (ur. 3 lipca 1931 w Warszawie, zm. 7 grudnia 2016) – polski dziennikarz radiowy zajmujący się tematyką sportową.

## Życiorys
Urodzony w Warszawie 3 lipca 1931 r., jego ojciec był piekarzem i cukiernikiem. W 1938 przeniósł się z rodziną do Sosnowca. W młodości był piłkarzem i sędzią piłkarskim. Zawodowo pracował w Olsztynie (jako nauczyciel matematyki, a od 1952 w radiu), a następnie w Zielonej Górze, był też wieloletnim współpracownikiem redakcji w Warszawie. Ośmiokrotnie był komentatorem igrzysk olimpijskich i osiemnaście razy Wyścigu Pokoju. Ponadto prowadził audycje Lato z radiem oraz Cztery pory roku, a także był sprawozdawcą z zawodów żużlowych, które relacjonował jako pierwszy w Polsce.
Aktywny zawodowo do końca życia, w ostatnich jego latach wydawał własne czasopismo w Sławie.
Jest także autorem tekstu piosenki Hej Winobranie, wykonywanej przez Janusza Gniadkowskiego.
Pochowany na cmentarzu komunalnym w Zielonej Górze.